# ایستگاه شعبه جنوبی (ویرجینیای غربی)
ایستگاه شعبه جنوبی (به انگلیسی: South Branch Depot) یک منطقهٔ مسکونی در ایالات متحده آمریکا است که در شهرستان همپشر، ویرجینیای غربی واقع شده‌است.